# Ferrocarril del Sur de Manchuria
La Compañía del Ferrocarril del Sur de Manchuria (南満州鉄道株式会社/南満洲鉄道株式会社 Minami Manshū Tetsudō Kabushiki-gaisha?), a veces abreviada como Mantetsu (満鉄?), fue una compañía fundada en el Imperio de Japón en 1906 tras la guerra ruso-japonesa (1904-1905) y que operó en el interior de China en la zona controlada por Japón al sur de Manchuria. El ferrocarril circulaba desde el Puerto Lüshun al extremo sur de la península Liaodong hasta Harbin, donde estaba conectado con el Ferrocarril Chino del Este.
Por su parte, el Ferrocarril del Sur de Manchuria fue construido entre 1898 y 1903 por la Rusia imperial como una parte de la Convención de Pekín de 1860.

## Historia

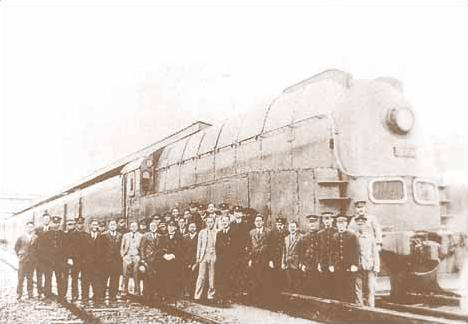
Locomotora para el Asia Express.

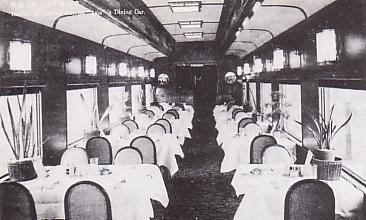
Vagón comedor en el Ferrocarril del Sur de Manchuria.

La construcción de la línea se debió a los rusos, quienes tendieron una serie de ferrocarriles en la región a partir de 1896. La línea del ferrocarril de la Manchuria meridional unía Lüshun con Harbin, donde se unía con el ferrocarril transmanchuriano (también conocido como ferrocarril chino oriental), pasando por las ciudades de Dalian, Shenyang y Changchun.
Tras la victoria japonesa en la guerra ruso-japonesa y la firma del Tratado de Portsmouth, el ramal del Sur de Manchuria (desde Changchun hasta Lüshun) del Ferrocarril Chino del Este fue transferido a manos japonesas. Se estableció una nueva compañía de carácter semiprivado con una capitalización de 200 millones de yenes para que operara el ferrocarril y desarrollara asentamientos e industrias a lo largo de su ruta. El comité organizador estaba liderado por el general Kodama Gentarō y, tras su muerte, por el general Terauchi Masatake. El conde Gotō Shinpei, exgobernador japonés de Taiwán, fue nombrado primer presidente, y la sede de la compañía se estableció en Dalian. A fines de 1907, la compañía empleaba a 9.000 japoneses y 4.000 chinos. Para 1910, estas cifras se habían incrementado a 35.000 y 25.000, respectivamente. Hasta 1925, la compañía también operó la red de ferrocarriles coreana.
Mantetsu expandió rápidamente el sistema heredado de Rusia a proporciones asombrosas, construyendo minas de carbón en Fushun y Yantai y puertos en Andong, Yingkou y Dalian. En cada estación, Mantetsu construyó hoteles para viajeros y almacenes para mercancías. Japón alentó a los colonos mediante la construcción de escuelas, bibliotecas, hospitales y servicios públicos. El Ala de Investigación Mantetsu fue el centro del programa colonial de Japón e instigó la investigación agrícola para el desarrollo de la agricultura de soja. La tierra cultivada se amplió un 70% en 20 años.
Desde 1916, Mantestu comenzó a tener varias compañías subsidiarias, incluidas las Obras de Acero Showa, Cerámica Dalian, Petróleo y Grasa Dalian, Vidrio de Manchuria del Sur, así como molinos de harina, ingenios azucareros, plantas de energía eléctrica, plantas de petróleo y plantas químicas.
Los activos de la compañía aumentaron de 163 millones de yenes en 1908 hasta más de mil millones de yenes en 1930. Mantetsu era de lejos la corporación más grande en Japón y también la más rentable, con un promedio de tasas de rendimiento del 25 al 45 por ciento por año. Durante la década de 1920, Mantetsu proveyó más de la cuarta parte de los ingresos fiscales del gobierno japonés. Más del 75% de los ingresos de Mantetsu se había generado por su negocio de mercancías, con la rentabilidad clave procedente de las exportaciones de soja, tanto la debida a Japón como a Europa. La producción de soja aumentó exponencialmente con el aumento de la demanda de aceite de soja y harina de soja para su uso como fertilizante y forraje. Para 1927, la mitad de la oferta mundial de soja provenía de Manchuria, y los esfuerzos de Mantetsu para aumentar la producción y exportar a los puertos fue un ejemplo clásico de una economía colonial extractiva dependiente de un único producto.
El Incidente de Mukden (la voladura de parte de la línea férrea cerca de Mukden por fuerzas del Ejército de Kwantung que sirvió de justificación al ejército japonés para apoderarse de Manchuria), se produjo precisamente en esta línea.
La compañía también fue acusada de tener un papel casi de gobierno en la gestión del transporte por ferrocarril después de la creación de Manchukuo en 1932. En 1938, Mantetsu tenía 72 filiales, proyectos de desarrollo en 25 zonas urbanas y transportaba 17.515.000 de pasajeros al año. Entre 1930 y 1940, la población japonesa de Manchuria se incrementó hasta alcanzar las 800.000 personas, la mayoría de las cuales vivían en muchas de las ciudades y pueblos conectados por las líneas de Mantetsu. La compañía se enorgullecía de sí misma por la planificación urbana, con modernos sistemas de alcantarillado, parques públicos y una creativa arquitectura moderna en una época muy anterior a lo que se podía encontrar en el propio Japón. Todo esto era posible solo debido a su gran rentabilidad económica y poder político para poder apoderarse de las propiedades chinas con el silencio de la oposición, a la vez que contaban con el apoyo del poder japonés.
En 1934 la compañía inauguró el Asia Express, un servicio ferroviario de alta velocidad que conectaba Dalian con la capital de Manchukuo, Hsinking —Changchung—. Con una velocidad máxima de 134 km/h, en su época este expreso se convirtió en el tren más rápido de Asia. De hecho, el Asia Express constituyó el orgullo de la compañía.
En 1936, había 466 locomotoras, 554 coches de pasajeros y 8134 vagones de carga.
En 1945 la Unión Soviética invadió y ocupó Manchukuo. El material rodante y los equipos móviles fueron requisados y trasladados a la URSS, aunque algunos de estos fueron devueltos cuando el gobierno comunista chino llegó al poder en 1949. La compañía Mantetsu fue disuelta por orden de las autoridades estadounidenses de ocupación en el Japón ocupado.

## Presidentes

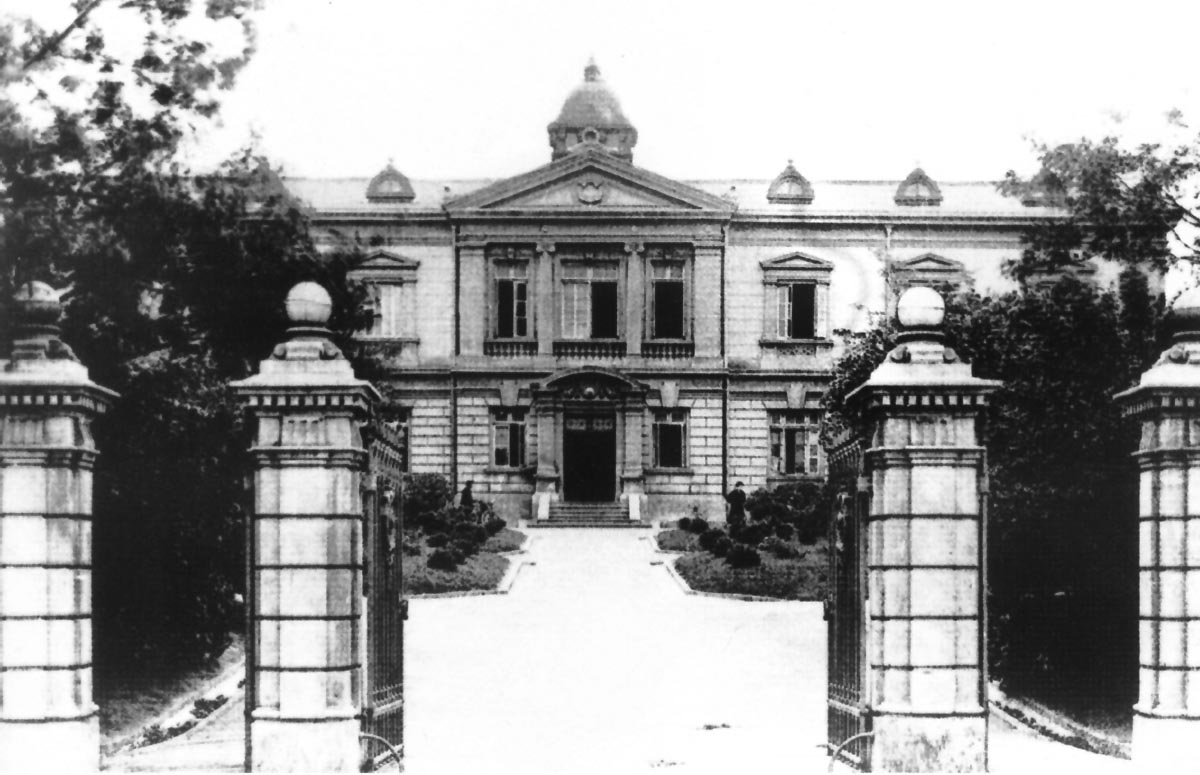
Sede de la compañía en Dalian.

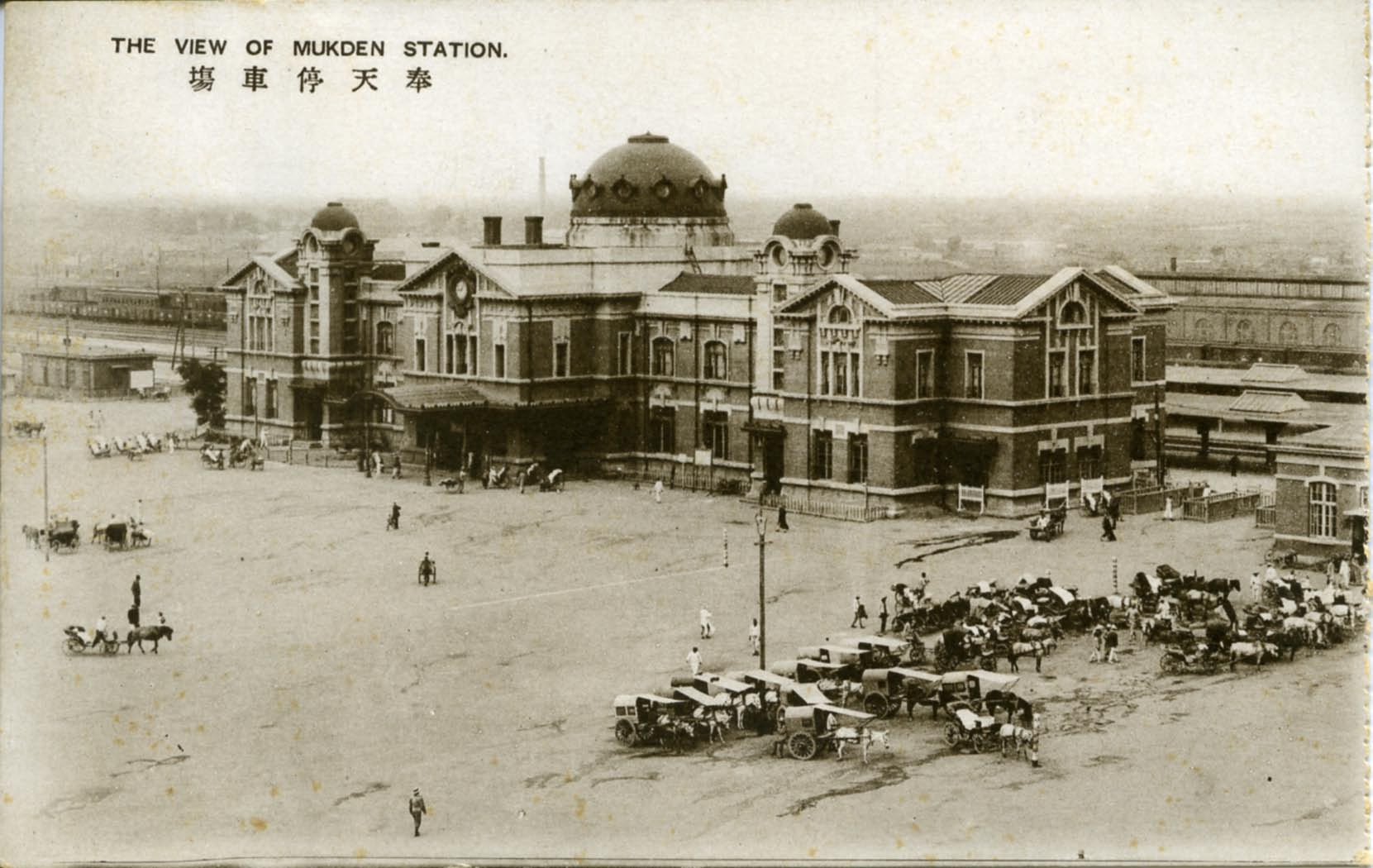
Vista de la Estación de Mukden.

|    | Nombre              | Inicio                  | Final                    |
| -- | ------------------- | ----------------------- | ------------------------ |
| 1  | Gotō Shinpei        | 13 de noviembre de 1906 | 14 de julio de 1908      |
| 2  | Nakamura Yoshikoto  | 19 de diciembre de 1908 | 18 de diciembre de 1913  |
| 3  | Ryutaro Nomura      | 19 de diciembre de 1913 | 15 de julio de 1914      |
| 4  | Yujiro Nakamura     | 15 de julio de 1914     | 31 de julio de 1917      |
| 5  | Shimbei Kunisawa    | 31 de julio de 1917     | 12 de abril de 1919      |
| 6  | Ryutaro Nomura      | 12 de abril de 1919     | 31 de mayo de 1921       |
| 7  | Senkichiro Hayakawa | 31 de mayo de 1921      | 24 de octubre de 1922    |
| 8  | Takeji Kawamura     | 24 de octubre de 1922   | 22 de junio de 1924      |
| 9  | Banichiro Yasuhiro  | 22 de junio de 1924     | 19 de julio de 1927      |
| 10 | Jōtaro Yamamoto     | 19 de julio de 1927     | 14 de agosto de 1928     |
| 11 | Mitsugu Sengoku     | 14 de agosto de 1928    | 13 de junio de 1931      |
| 12 | Yasuya Uchida       | 13 de junio de 1931     | 6 de julio de 1932       |
| 13 | Hakutaro Hayashi    | 26 de julio de 1932     | 2 de agosto de 1935      |
| 14 | Yōsuke Matsuoka     | 2 de agosto de 1935     | 24 de marzo de 1939      |
| 15 | Takuichi Ohmura     | 24 de marzo de 1939     | 14 de julio de 1943      |
| 16 | Naoto Kohiyama      | 14 de julio de 1943     | 11 de abril de 1945      |
| 17 | Motoki Yamazaki     | 5 de mayo de 1945       | 30 de septiembre de 1945 |